# Propiciació
La propiciació és l'acte d'apaivagar o fer que una deïtat estigui ben disposada, incorrent així en el favor diví o evitant el càstig diví. Mentre que alguns utilitzen el terme de manera intercanviable amb expiació, d'altres fan una clara distinció entre els dos.
Propiciatori, s'aplica com a adjectiu per qualificar a un temple (temple propiciatori com el Temple Expiatori de la Sagrada Família), sants (sant propiciatori), imatges (imatge propiciatòria), relíquies (relíquia propiciatòria) o a una víctima propiciatòria d'un sacrifici (vegeu també boc expiatori).
A l'Antic Testament (Èxode 25:17-22) "propiciatori" (propitiatorium al llatí de la Vulgata) és la denominació d'una làmina quadrada d'or que servia com a tapa de l'Arca de l'Aliança. En l'hebreu original s'anomena kappôreth (כפורת -"coberta", "seient sagrat" o "seient d'honor", o "obra d'expiació"-); i en el grec koiné de la Septuaginta s'anomena hilasterion (ἱλαστηρίου). L'arrel del terme hebreu kapporeth o kaporet és la paraula kafar, que significa cobrir, aplacar o cancel·lar, redimir amb el pagament d'un rescat (כפר kofer); de la qual també deriva kipur, que significa expiació (com a Yom Kipur יוֹם כִּפּוּר -dia de l'expiació-).
La propiciació és un concepte de la teologia cristiana, traduït del terme grec hilasterion (ἱλαστήριον), que significa literalment "el que expia o propicia", "el do que procura la propiciació" o "lloc o mitjà de reconciliació". Una altra paraula grega, hilasmos (ἱλασμός), s'usa per designar a Crist, com a propiciació de l'home.